# Roodkopboomtimalia
De roodkopboomtimalia (Cyanoderma ruficeps synoniemen: Stachyridopsis ruficeps en Stachyris ruficeps) is een zangvogel uit de familie Timaliidae (timalia's).

## Verspreiding en leefgebied
Deze soort komt voor van de Himalaya tot oostelijk China en Indochina. Er zijn zes ondersoorten:
- C. r. ruficeps: de oostelijke Himalaya.
- C. r. bhamoensis: noordoostelijk Myanmar en zuidwestelijk China.
- C. r. davidi: centraal, oostelijk en zuidelijk China, noordelijk Indochina.
- C. r. paganum: zuidelijk-centraal Vietnam.
- C. r. praecognitum: Taiwan.
- C. r. goodsoni: Hainan (nabij zuidoostelijk China).

## Status
De grootte van de populatie is niet gekwantificeerd maar de soort wordt omschreven als algemeen tot vrij algemeen. Op de Rode lijst van de IUCN heeft deze soort de status niet bedreigd.